# Sternopygus
Genre
Sternopygus est un genre de poissons gymnotiformes de la famille des Sternopygidae. 

## Distribution
Les espèces de ce genre se rencontrent en Amérique du Sud.

## Description
Ce sont des poissons électriques.

## Liste des espèces
Selon FishBase (4 juin 2010) :
- Sternopygus aequilabiatus (Humboldt, 1805)
- Sternopygus arenatus (Eydoux & Souleyet, 1850)
- Sternopygus astrabes Mago-Leccia, 1994
- Sternopygus branco Crampton, Hulen & Albert, 2004
- Sternopygus castroi Triques, 2000
- Sternopygus macrurus (Bloch & Schneider, 1801)
- Sternopygus obtusirostris Steindachner, 1881
- Sternopygus pejeraton Schultz, 1949
- Sternopygus xingu Albert & Fink, 1996

## Publication originale
- Müller & Troschel, 1849 : Fische in Reisen in Britisch-Guiana in den Jahren 1840-44. Im Auftrag Sr. Mäjestat des Königs von Preussen ausgeführt von Richard Schomburgk, vol. 3, Berlin, p. 618-644.